# Hylotelephium viviparum
Hylotelephium viviparum là một loài thực vật có hoa trong họ Crassulaceae. Loài này được (Maxim.) H. Ohba miêu tả khoa học đầu tiên năm 1977.